# Lancelot du lac d'Holmès
Lancelot du lac est un drame musical en trois actes et cinq tableaux d'Augusta Holmès composé en 1870.

## Contexte historique
Augusta Holmès compose Lancelot du lac en 1870. Elle en écrit elle-même l'argument, reposant sur l'histoire de Lancelot du Lac. Elle termine la composition en octobre 1870. Seul le premier acte est conservé à la Bibliothèque nationale de France.

## Critiques
Tout comme Astarté, Lancelot du lac est un opéra encore inédit d'Augusta Holmès en 1895, de même qu'elle n'a pas réussi non plus à le faire jouer, et qui est resté « dans ses tiroirs », ni même à faire publier l'œuvre.